# Ortisei
Ortisei (în germană St. Ulrich in Gröden) este o comună din provincia Bolzano, regiunea Trentino-Alto Adige, Italia, cu o populație de 4.793 locuitori (1 ianuarie 2023) și o suprafață de 24,16 km².

## Demografie
Ortisei - evoluția demografică

|  | Graficele sunt indisponibile din cauza unor probleme tehnice. Mai multe informații se găsesc la Phabricator și la wiki-ul MediaWiki. |

Date: Recensăminte sau birourile de statistică - grafică realizată de Wikipedia

## Personalități născute aici
- Giorgio Moroder (n. 1940), compozitor, producător muzical.